# 天船二
天船二，即英仙座γ（γ Persei），是一颗位于英仙座的恒星系统，距离地球约262光年。
天船二恒星系统中两颗比较重要的成员是：黄色G8型巨星，视星等为2.91以及相对比较小的白色A2V型恒星，视星等为3.00。